# Districte de Musanze
El districte de Musanze és un akarere (districte) de la província del Nord, a Ruanda. La seva capital és Muhoza.

## Geografia i turisme
Musanze és el districte més muntanyenc de Ruanda, que conté la major part del Parc Nacional dels Volcans, i la seva oficina central Kinigi. Cinc dels vuit volcans de les muntanyes Virunga (Karisimbi, Visoke, Sabyinyo, Gahinga i Muhabura) es troben dins dels límits del districte. També en aquest districte es troben la major part dels goril·les de muntanya de Ruanda, que la converteixen en la destinació turística més popular del país.
La capital de Musanze, Ruhengeri, és una de les ciutats més grans de Ruanda i serveix de centre per als turistes.

## Sectors
El districte de Musanze està dividit en 15 sectors (imirenge): Busogo, Cyuve, Gacaca, Gashaki, Gataraga, Kimonyi, Kinigi, Muhoza, Muko, Musanze, Nkotsi, Nyange, Remera, Rwaza i Shingiro.